# Juan José de Vértiz y Salcedo

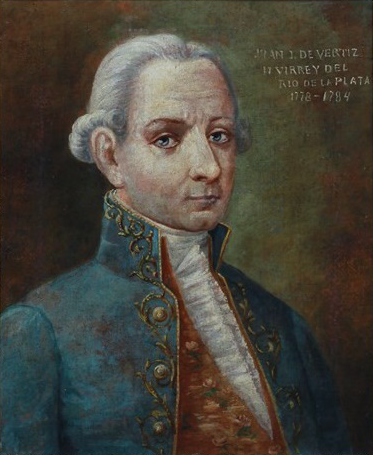
Juan José de Vértiz y Salcedo

Juan José de Vértiz y Salcedo (* 1719 in Mérida; † 1799 in Madrid) war ein spanischer Politiker und Vizekönig von Río de la Plata während der spanischen Kolonialherrschaft in Argentinien.

## Leben
Juan José de Vértiz y Salcedo wurde als Sohn eines spanischen Politikers in Mérida geboren. Er studierte in Spanien und erhielt eine militärische Ausbildung. Anschließend war er Soldat in mehreren Feldzügen, u. a. in Italien und Frankreich. In Argentinien war er zunächst Gouverneur von Buenos Aires und unterstand als solcher den Vizekönigen von Peru und Río de la Plata. Sein Hauptziel als Gouverneur sollte die Vertreibung der Portugiesen aus dem heutigen Uruguay sein, er blieb jedoch erfolglos.
Am 12. Juni 1778 wurde Vértiz y Salcedo zum Vizekönig von Río de la Plata ernannt. Als dieser hatte er ein weites Aufgabengebiet: die Entwicklung einer lokalen Wirtschaft, die Kolonisierung unbewohnter bzw. von Ureinwohnern besiedelter Gebiete, die Etablierung von lokalen Regierungen („Intendanten“) im gesamten Vizekönigreich und die Vorbereitung einer „Real Audiencia de Buenos Aires“. Außerdem versuchte er, Kunsthandwerker in Zünften zu vereinen, das europäische System imitierend. Unter seiner Regierung wurde die erste Volkszählung durchgeführt, die 37.000 Einwohner ergab. Er gründete das erste Theater von Buenos Aires, das „La Ranchería“. Vértiz y Salcedo spielte zudem eine wichtige Rolle in der Unterdrückung des Aufstandes in Peru, geleitet von Tupac Amaru II.
Am 7. März 1784 trat er als Vizekönig zurück und zog nach Spanien, wo er 1799 starb. Sein Nachfolger als Vizekönig des Río de la Plata war Nicolás del Campo.